# Hopeless Fountain Kingdom
Hopeless Fountain Kingdom je druhé studiové album americké zpěvačky Halsey. Bylo vydáno 2. června 2017 vydavatelstvím Astralwerks a jako první ženská zpěvačka za rok 2017 obsadila s Hopeless Fountain Kingdom první příčku hitparády Billboard Top 200.

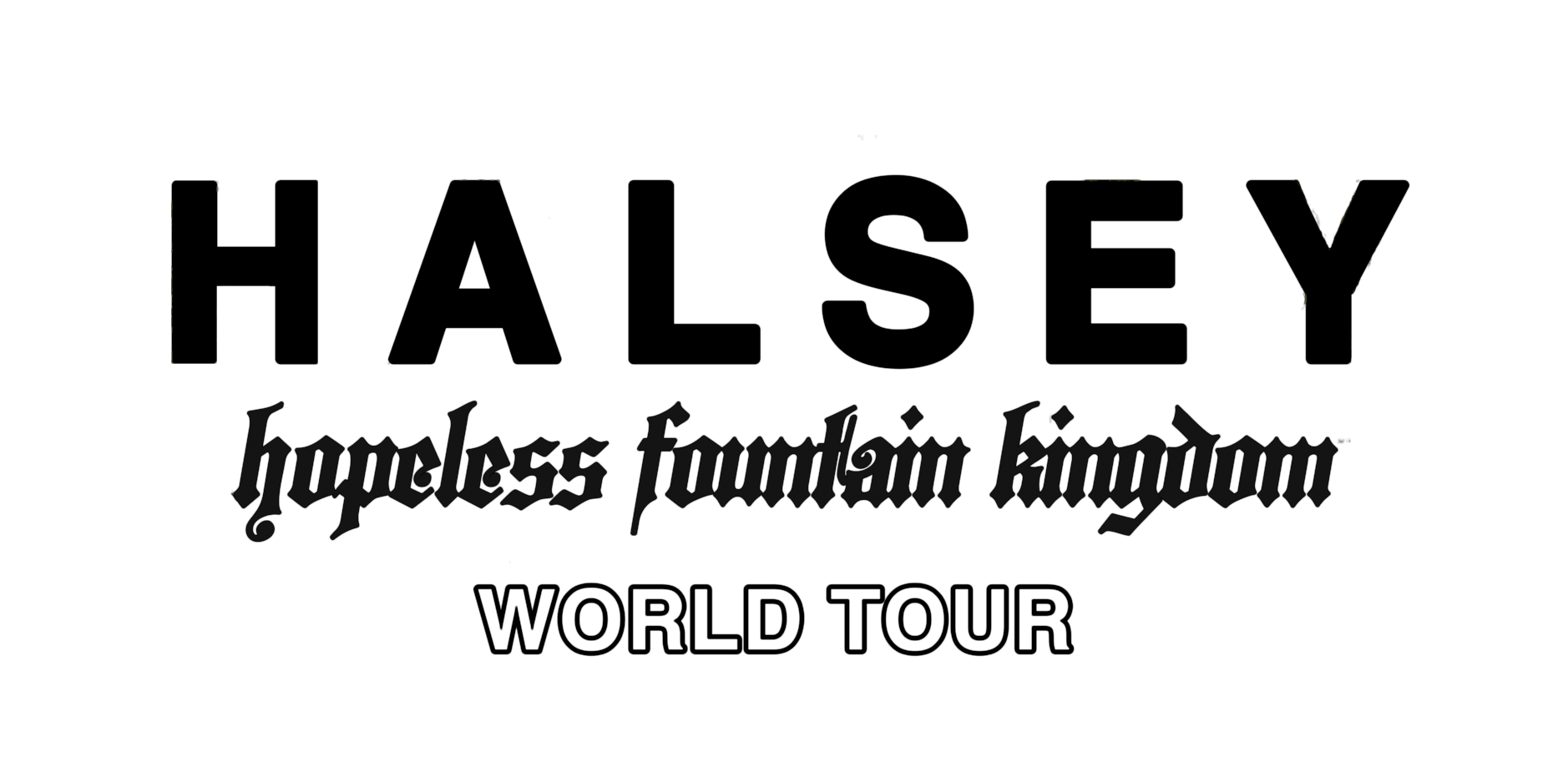
Promo světového turné na podporu nového alba.

## Singly
Pilotní singl z alba "Now or Never" byl vydán 4. dubna 2017, spolu s předprodejem alba. Stejný den byl vydán i videoklip režírovaný Halsey a Sing J Lee. Nejúspěšnějším singlem se stala překvapivě píseň Bad At Love, která se umístila na páté pozici americké hitparády Billboard Hot 100.

### Promo singly
Kromě singlu "Now or Never" předcházely vydání alba také dva promo singly. Jako první promo singl byla 4. dubna 2017 vydána píseň "Eyes Closed". 26. května byla jako druhý promo singl vydána píseň "Strangers", na které spolupracovala se zpěvačkou Lauren Jauregui.

## Turné
Dne 3. května 2017 Halsey oznámila světové turné Hopeless Fountain Kingdom World Tour.

## Seznam skladeb
Standardní edice
| Pořadí | Název                                 | Autor                                          | Délka |
| ------ | ------------------------------------- | ---------------------------------------------- | ----- |
| 1.     | The Prologue                          | Ashley Frangipane Peder Losnegård Chris Braide | 1:47  |
| 2.     | 100 Letters                           |                                                | 3:29  |
| 3.     | Eyes Closed                           |                                                | 3:22  |
| 4.     | Alone                                 |                                                | 3:25  |
| 5.     | Now or Never                          |                                                | 3:34  |
| 6.     | Sorry                                 |                                                | 3:40  |
| 7.     | Good Mourning                         |                                                | 1:07  |
| 8.     | Lie (featuring Quavo)                 |                                                | 2:29  |
| 9.     | Walls Could Talk                      |                                                | 1:41  |
| 10.    | Bad at Love                           |                                                | 3:01  |
| 11.    | Strangers (featuring Lauren Jauregui) |                                                | 3:41  |
| 12.    | Devil in Me                           |                                                | 4:09  |
| 13.    | Hopeless (featuring Cashmere Cat)     |                                                | 3:07  |

Deluxe edice
| Pořadí | Název            | Délka |
| ------ | ---------------- | ----- |
| 4.     | Heaven in Hiding | 3:27  |
| 12.    | Don't Play       | 3:30  |
| 14.    | Angel on Fire    | 3:14  |